# Auxerre (stad)
Auxerre is de hoofdstad van het departement Yonne (Bourgogne) en ligt aan de rivier Yonne, in Frankrijk. De gemeente had 35.236 inwoners op 1 januari 2022, die Auxerrois worden genoemd.
Met het zeshoekig centrum, de boulevards en de middeleeuwse stadswallen is Auxerre ook een toeristische trekpleister. De belangrijkste bezienswaardigheden zijn de Pont Paul Bert, de kathedraal Saint-Étienne, de St. Pierre-kerk, de Abdij Saint-Germain (met daarin een museum van kunst en historie) en het Leblanc-Duvernoy Museum (tapijten, aardewerk, schilderijen). Nationaal en internationaal kreeg de stad naamsbekendheid door haar voetbalclub AJ Auxerre.

## Geschiedenis
Autussiodurum ontstond in de Gallo-Romeinse periode op de plaats waar de Via Agrippa tussen Keulen en Lyon de Yonne kruiste. Hier ontstond een rivierhaven. Autussiodurum werd in de 3de eeuw provinciehoofdstad van Gallia Lugdunensis IV en trok zich in de 4de eeuw terug achter stadsmuren.

### Middeleeuwen
Het bisdom Auxerre ontstond in de 4e eeuw. In de 5e eeuw werd de heilige Germanus van Auxerre tot bisschop van Auxerre en de Ierse heilige Patricius (Sint-Patrick) volgt de priesteropleiding in Auxerre. Clothilde, de echtgenote van Clovis, stichtte de koninklijke Abdij Saint-Germain bij het graf van Sint-Germanus. Deze benedictijnenabdij kende haar grootste bloei in de 9de eeuw. De school van Auxerre binnen de abdij was een centrum van de Karolingische renaissance. De bisschoppen van Auxerre werden begraven in de abdij. De Noormannenhoofdman Rollo werd in 910 bij Auxerre verslagen en trok zich terug richting Chartres.

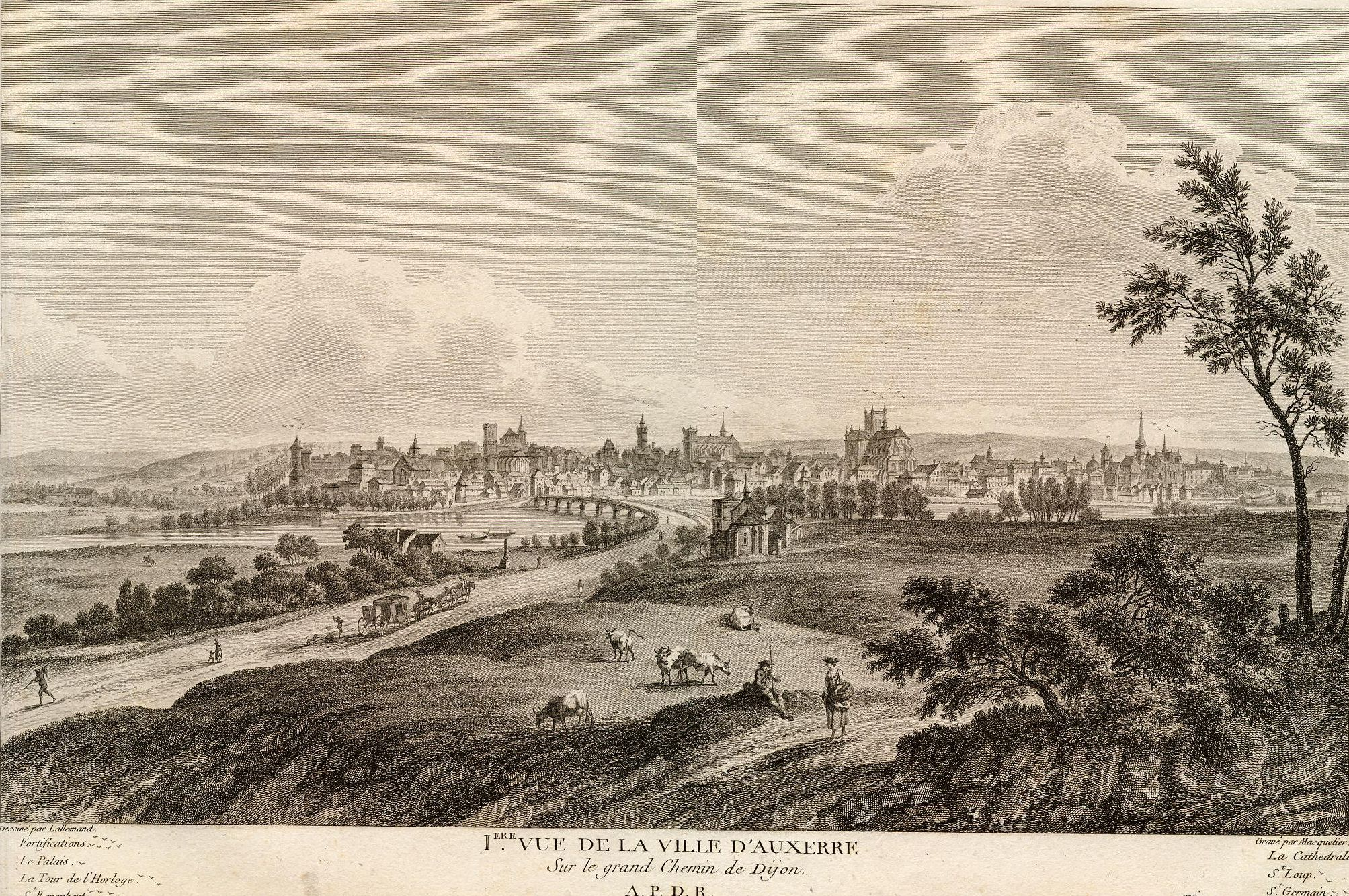
Auxerre rond 1800

Tussen 1166 en 1192 werd een nieuwe stadsmuur gebouwd rond het oude centrum en enkele nieuwere wijken. In de 12de en 13de eeuw werden enkele belangrijke gotische gebouwen opgetrokken zoals de kathedraal Saint-Étienne en de kerk Saint-Germain. Tot het einde van het ancien régime bleef Auxerre een belangrijk religieus en administratief centrum. Via haar rivierhaven werden wijnen en hout uit de Morvan verscheept naar Parijs.

### Moderne tijd
Na de Franse Revolutie werd het bisdom Auxerre opgeheven. Op 17 maart 1815 liep bevelhebber Michel Ney hier over van het leger van Lodewijk XVIII naar het leger van Napoleon Bonaparte.
Er kwam enige industrie in de stad, maar de industriële revolutie ging voor een groot stuk voorbij aan Auxerre. Dit had ermee te maken dat de spoorlijn Parijs-Lyon-Marseille niet door Auxerre werd aangelegd. Tegelijk zorgde het toegenomen spoorverkeer ervoor dat de rivierhaven op de Yonne haar belang verloor. De stad was nog erg afhankelijk van de wijnbouw en -handel en werd bijzonder zwaar getroffen door de epidemie van de druifluis aan het einde van de 19e eeuw.
In 1972 werd Vaux onderdeel van Auxerre als commune associée.

## Economie
Vooral de dienstensector is belangrijk, met veel banen in de administratie (gemeente, departement), de gezondheidszorg en de handel (onder andere wijn uit Chablis). Er zijn geen grote bedrijven in de industriesector. De belangrijkste industrieën zijn de textielindustrie en de houtindustrie.

## Verkeer en vervoer
In de gemeente ligt spoorwegstation Auxerre-Saint-Gervais.
Ten noordwesten van de gemeente ligt de luchthaven Auxerre-Branches.

## Geografie
De oppervlakte van Auxerre bedroeg op 1 januari 2022 49,95 vierkante kilometer; de bevolkingsdichtheid was toen 705,4 inwoners per km².
De Yonne stroomt door de gemeente. 
De onderstaande kaart toont de ligging van Auxerre met de belangrijkste infrastructuur en aangrenzende gemeenten.

### Wijken en dorpen
De stad Auxerre bestaat uit verschillende wijken:

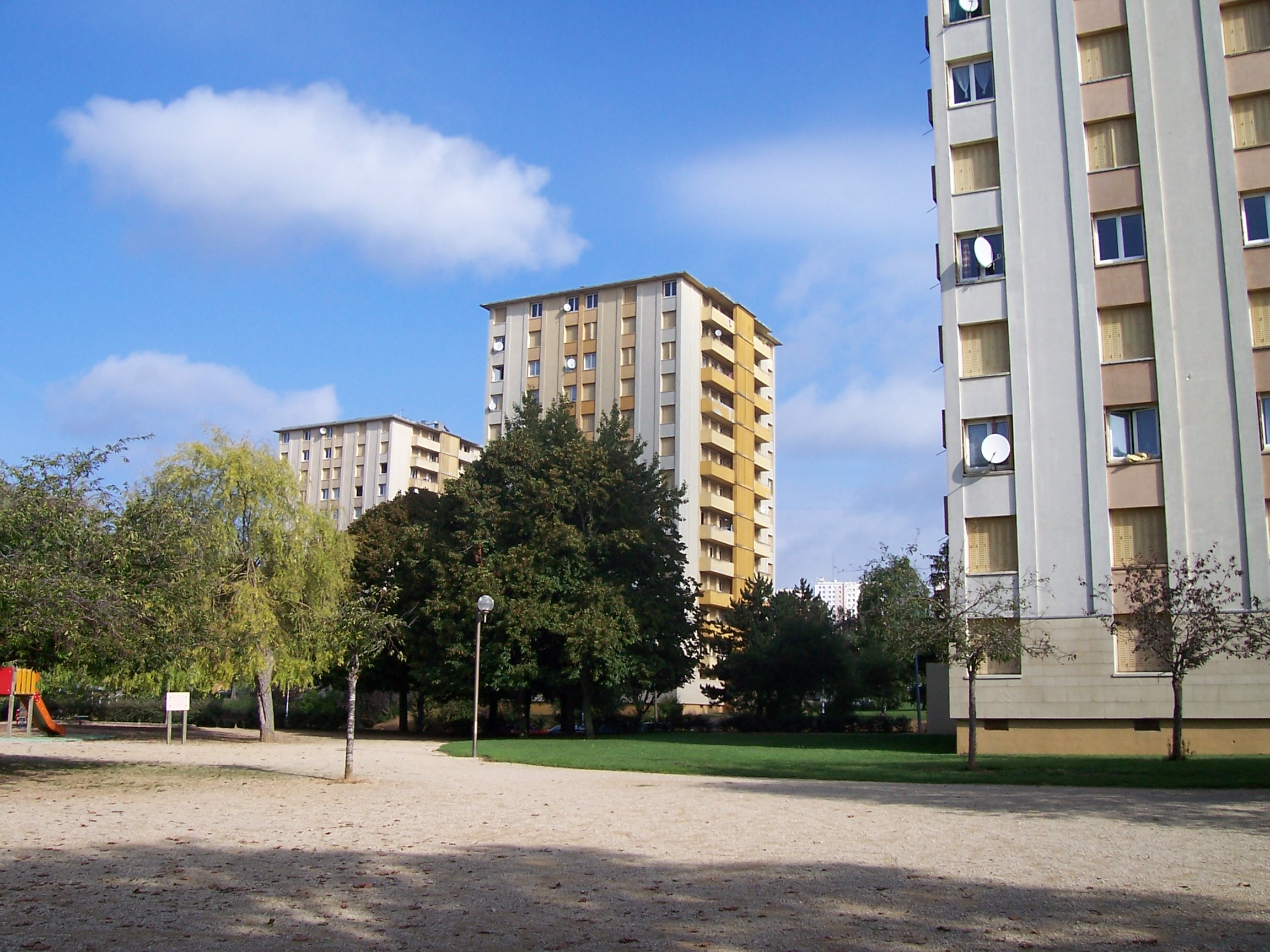
Les Brichères

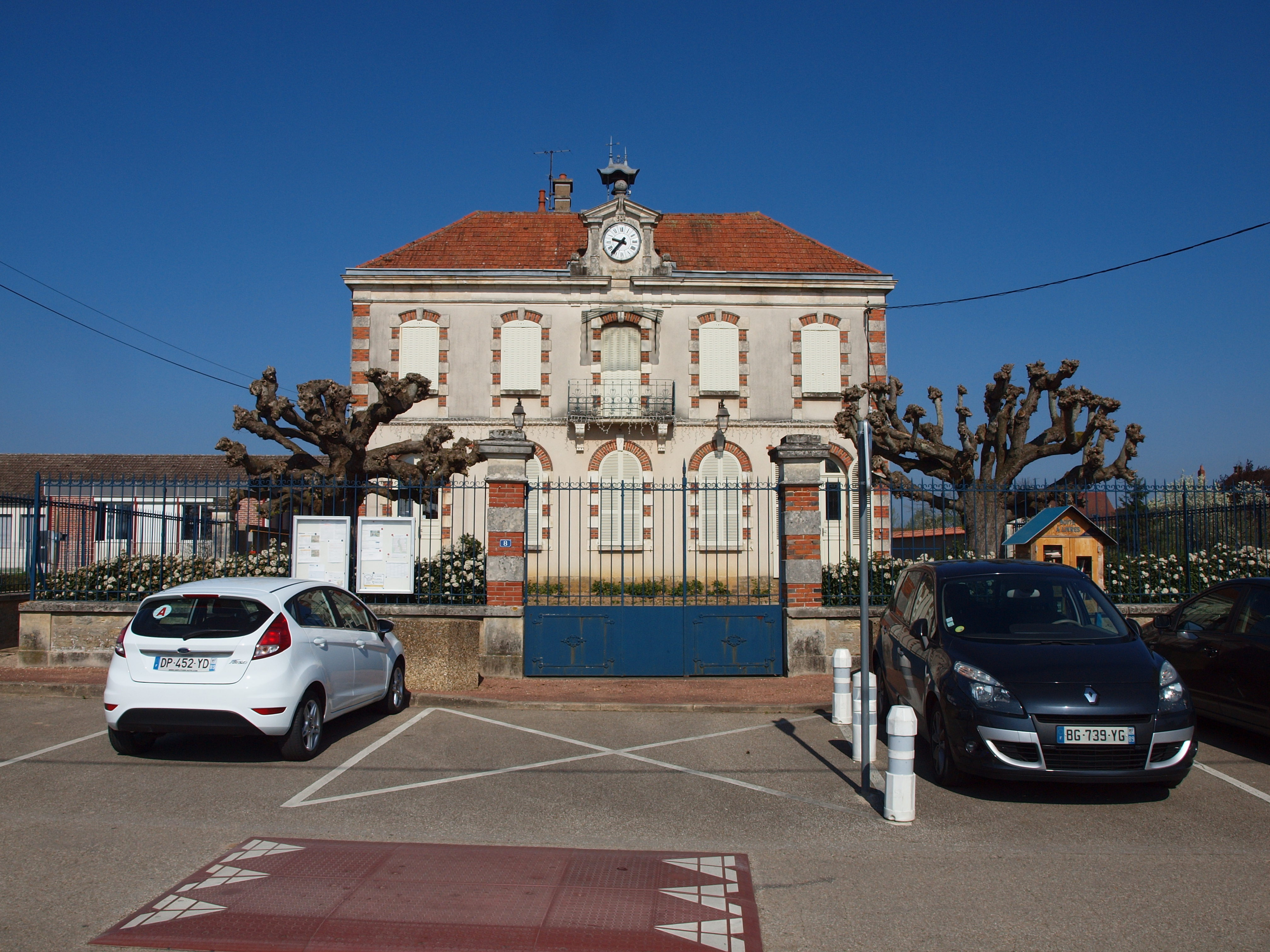
Laborde

- Centre-Ville (5041 inwoners in 2016), het oude stadscentrum
- Conches-Clairions (2585 inwoners in 2016), ten noorden van het stadscentrum langs de N6
- Sainte-Geneviève (3860 inwoners in 2016), wijk gebouwd in de jaren 1960 met de nieuwe moskee van Auxerre (2006)
- Les Brichères (1510 inwoners in 2016), tussen het stadscentrum en buurgemeente Saint-Georges-sur-Baulche
- Les Boussicats (2264 inwoners in 2016), ten westen van het stadscentrum
- Rosoirs-Migraines-Denfert Rochereau (3401 inwoners in 2016), wijken gebouwd in de jaren 1950 ten noorden van het stadscentrum
- Piedalloues-La Noue (2372 inwoners in 2016), ten zuidoosten van het stadscentrum
- Rive-Droite, ten oosten van het stadscentrum met de evenementenhal Auxerrexpo.
- Saint-Gervais-Brazza (2326 inwoners in 2016), ten oosten van het stadscentrum met het station Saint-Gervais en een groot industrieterrein
- Saint-Julien-Saint-Amatre (4933 inwoners in 2016), oude buitenwijken van de stad langs de Yonne waar zich in de 19de eeuw industrie vestigde
- Saint-Siméon (2817 inwoners in 2016), wijk ten westen van het stadscentrum gebouwd in de jaren 1970

Daarnaast telt Auxerre ook vier dorpen waarvan enkel Vaux een gemeentelijke status heeft:
- Vaux (703 inwoners in 2016) heeft de status van commune associée en ligt op de linkeroever van de Yonne.
- Laborde (1250 inwoners in 2016), ten noordoosten van het stadscentrum
- Les Chesnez, ten noorden van het stadscentrum aan de N6
- Jonches (300 inwoners in 2016), ten noordoosten van het stadscentrum aan de N77

## Demografie
Er is een trend waarbij de bevolking in het centrum van de gemeente afneemt en in de buitenwijken en de omliggende gemeenten eerder toeneemt.
Onderstaande figuur toont het verloop van het inwoneraantal van Auxerre vanaf 1962.
Bron: Frans bureau voor statistiek. Cijfers inwoneraantal volgens de definitie 
population sans doubles comptes (zie de gehanteerde definities)

## Sport
AJ Auxerre is de professionele voetbalclub van Auxerre en speelt in het Stade de l'Abbé-Deschamps. De club speelde vele seizoenen in Ligue 1, het hoogste Franse niveau. Ze werd in 1996 kampioen van Frankrijk.
Auxerre is zes keer etappeplaats geweest in wielerkoers Ronde van Frankrijk. In 1979 was Nederlander Gerrie Knetemann er de laatste ritwinnaar en in 1981 startte er voorlopig voor het laatst een rit.

## Stedenband
- Varaždin (Kroatië)

## Geboren
- Jacques Germain Soufflot (1713-1780), architect en voorloper van het neoclassicisme
- Joseph Fourier (1768-1830) wis- en natuurkundige, grondlegger van de fourieranalyse (F.-transformatie)
- Octave Uzanne (1851-1931), schrijver, uitgever, journalist en bibliofiel
- Marie Noël (1883-1967), dichteres
- Marcel Petiot (1897-1946), arts en seriemoordenaar
- Jean-Paul Rappeneau (1932), filmregisseur
- Jean-Philippe Jodard (1966), beachvolleyballer
- Bérengère Schuh (1984), handboogschutster
- Jérémy Maison (1993), wielrenner

## Galerij

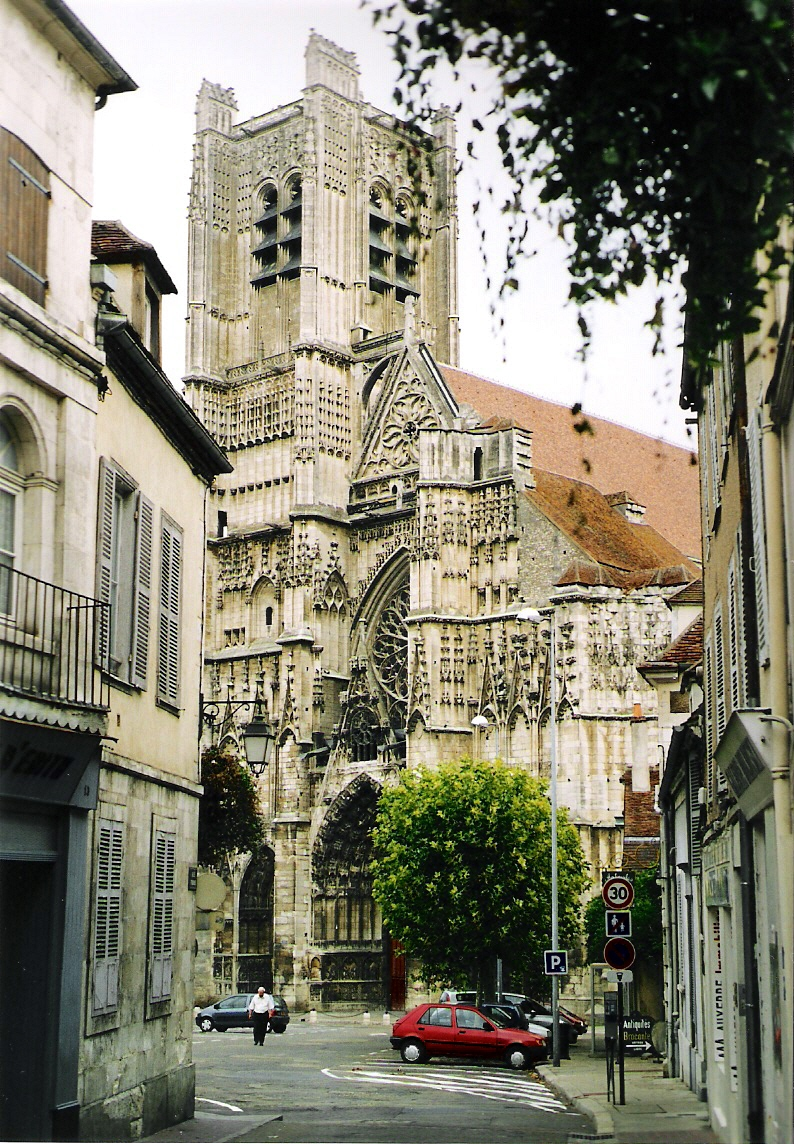
De kathedraal Saint-Étienne
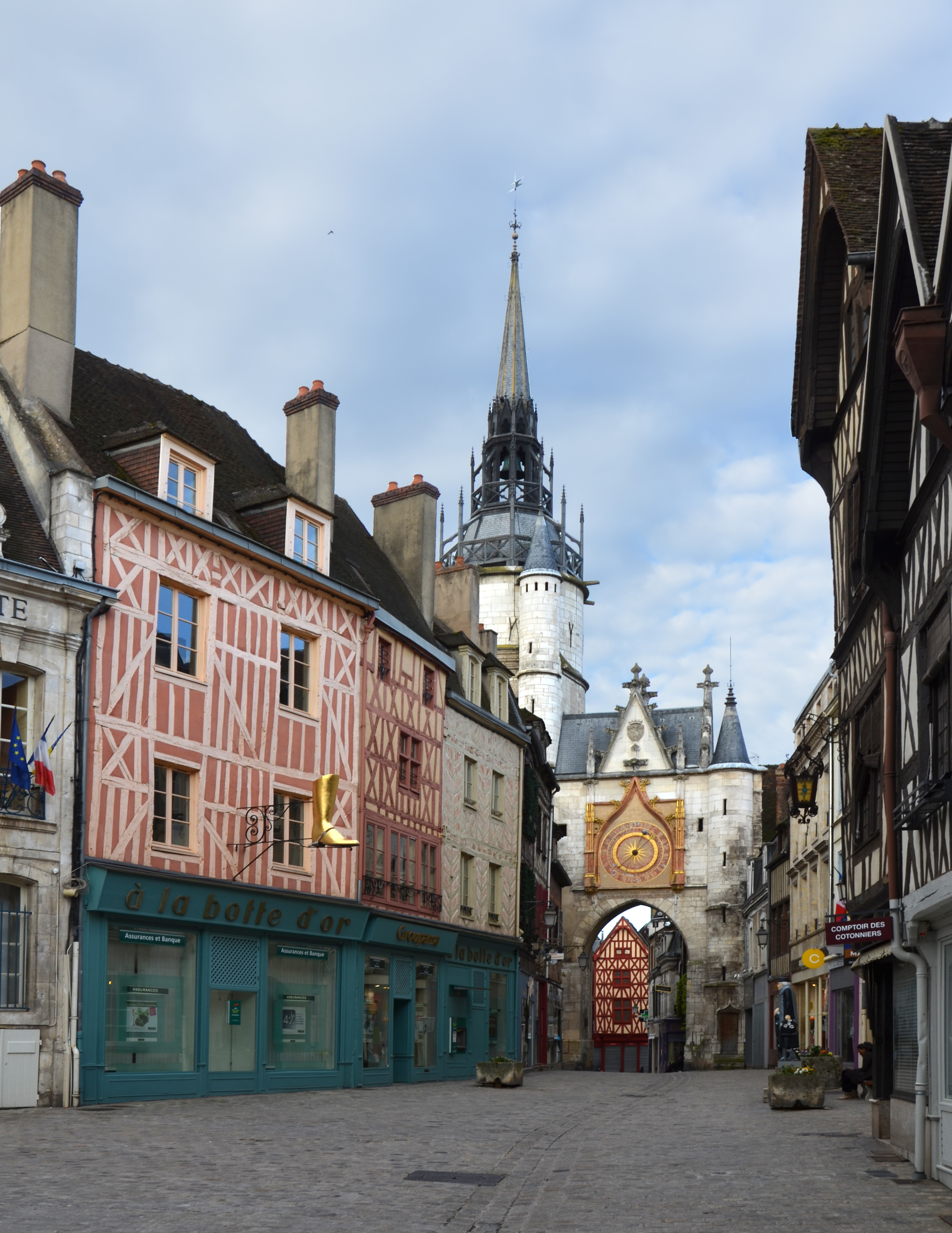
Tour de l'Horloge
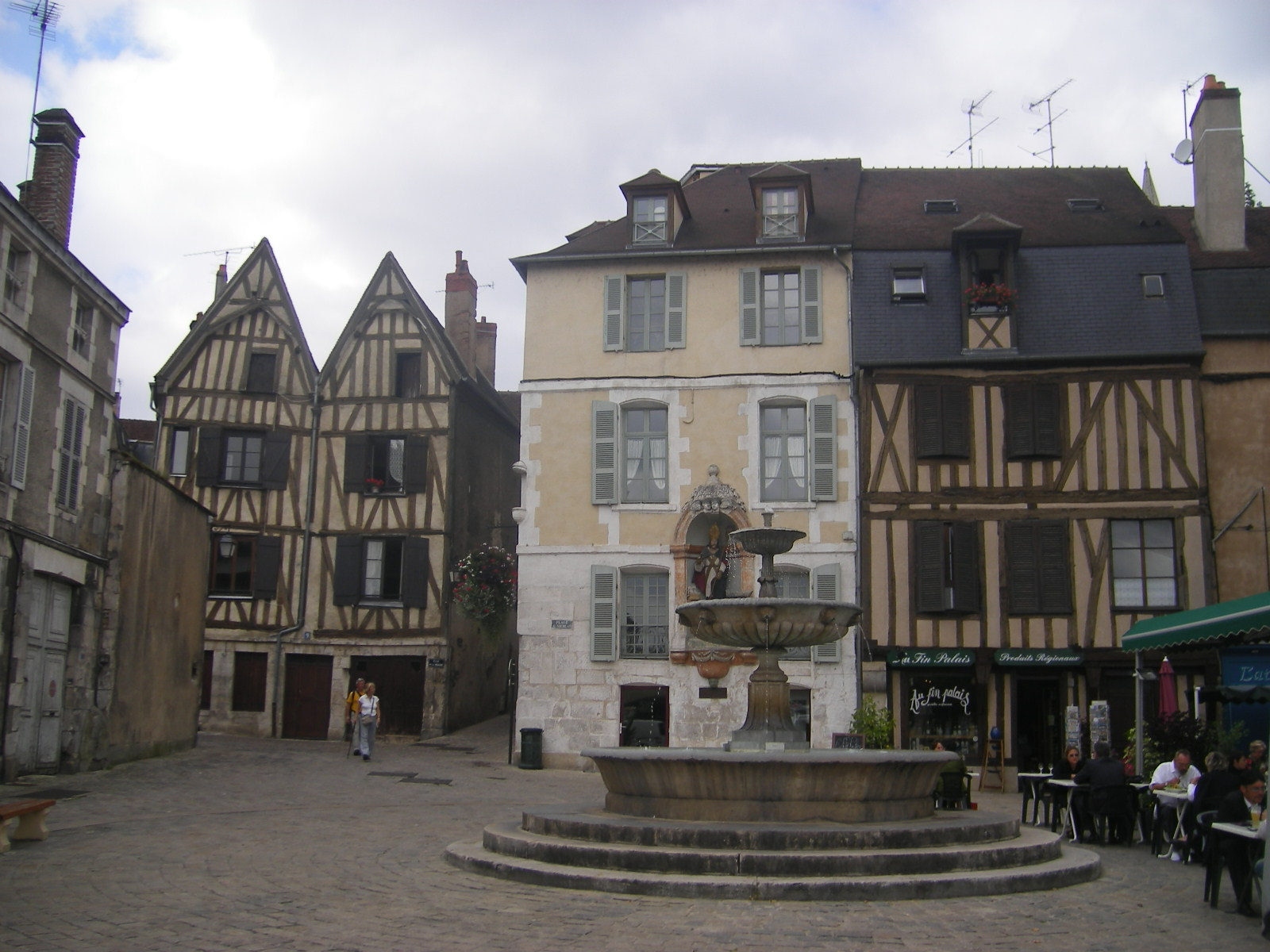
Place St-Nicolas
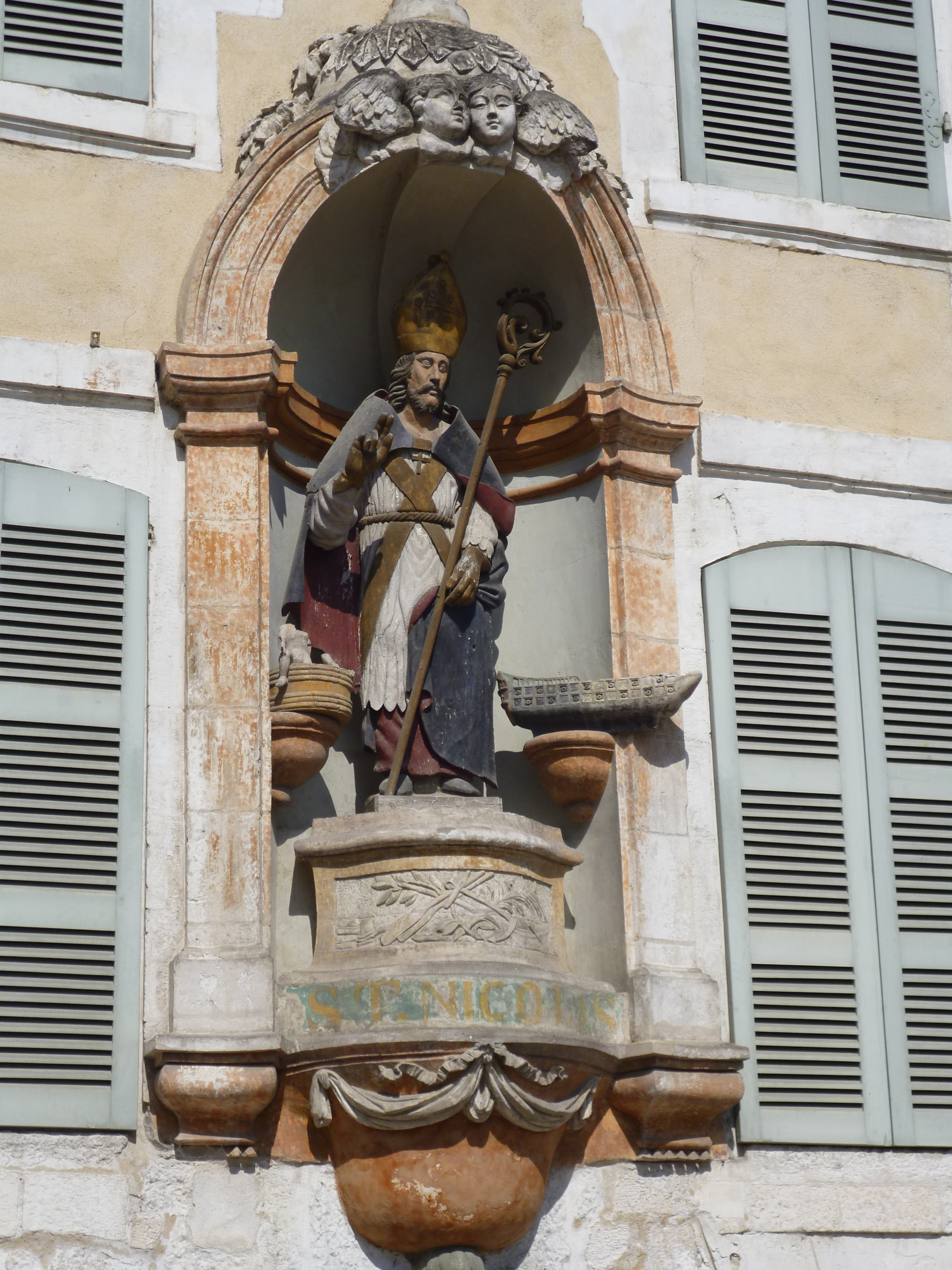
Saint-Nicolas Patroonheilige van de Flotteurs
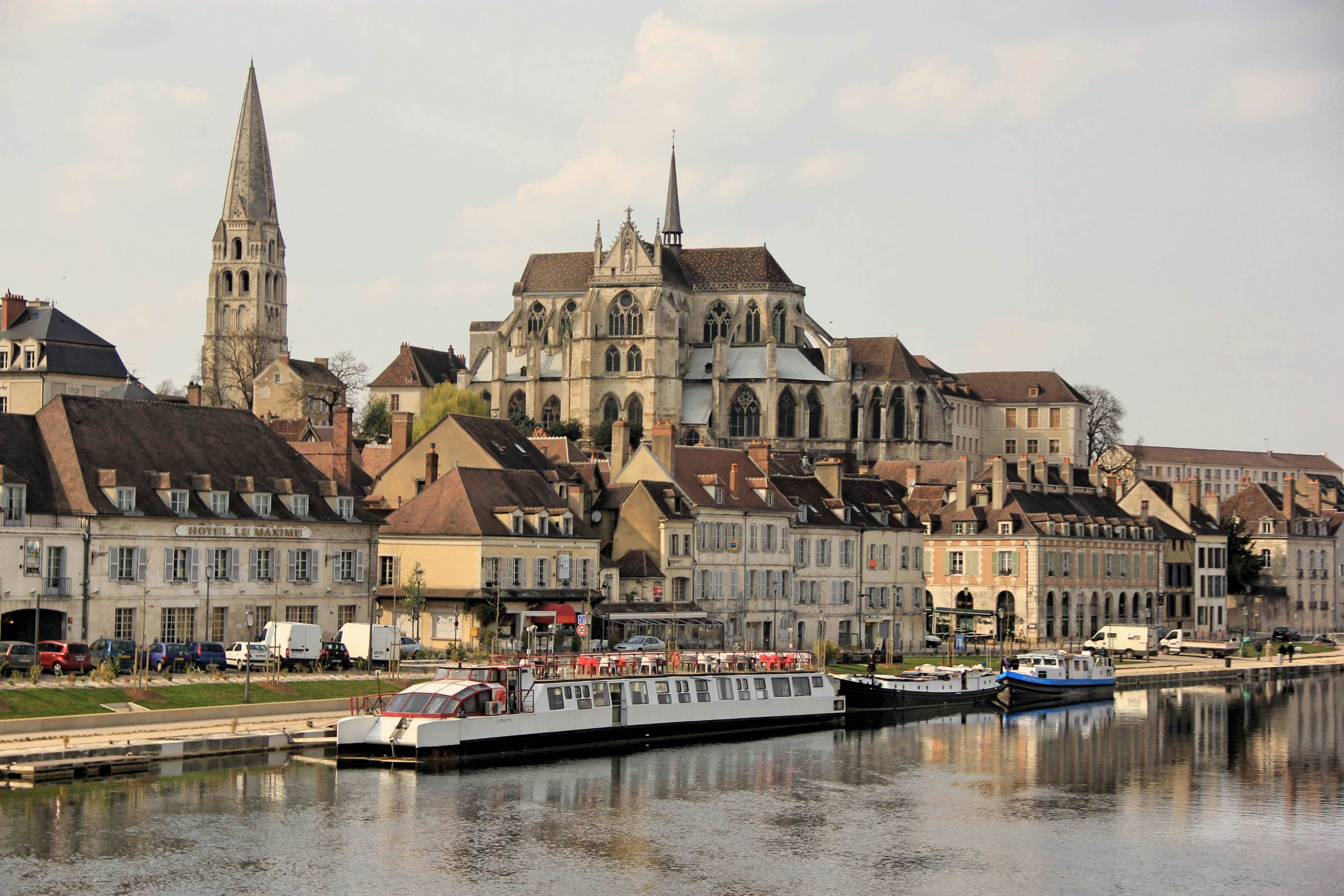
Abdij Saint-Germain van Auxerre